# 조너선 하디
조너선 하디(Jonathan Hardy, 1940년 9월 20일 ~ 2012년 7월 30일)는 뉴질랜드의 배우이다.
웰링턴에서 태어났다.

## 출연 작품
- 네드 켈리 (2003년)
- 물랑 루즈 (2001년)
- 가시나무 새 2 (1996년)
- 터널 비젼 (1995, Tunnel Vision)
- 18세의 불장난 (1989년)
- 심취 (1986년)
- 윌스 앤 버크 (1985년)
- 매드 맥스 (1979년)
- 악마의 놀이터 (1976년)

### 텔레비전
- 프리즈너 (1980-81, Prisoner) - 월러 역
- 파스케이프 (1999-2003) - 도미나 라이겔 16세 역